# Паул ван Остаейен
Паул ван Остаейен (на нидерландски: Paul van Ostaijen) е фламандски поет и писател.

## Биография и творчество
Ван Остаейен е роден 22 февруари 1896 година в Антверпен в семейството на търговец, родом от Нидерландия. През 1913 година е изключен от училище, а през следващите години става известен с ексцентричното си поведение — получава прозвището Господин 1830, защото се разхожда из града, облечен според денди модата от началото на XIX век. През 1916 година излиза първата му стихосбирка „Music-Hall“.
По време на Първата световна война Паул ван Остаейен се включва активно във Фламандското движение и през ноември 1917 година е осъден на три месеца затвор за участието си в освиркването на френскоезичния кардинал Дезире-Жозеф Мерсие. Германските окупационни власти не изпълняват присъдата, но в края на войната той трябва да замине за Берлин, за да избегне арестуването си.
В Берлин Ван Остаейен се включва в местните артистични кръгове и е силно повлиян от експресионизма и дадаизма. Там той пише нереализирания киносценарий „De bankroet jazz“, смятан за първия сценарий на нидерландски език и първият дадаистки сценарий. Връща се в Белгия през 1921 година и се установява в Брюксел, където открива художествена галерия, но малко по-късно заболява от туберкулоза.
Паул ван Остаейен умира на 18 март 1928 година в белодробен санаториум в Миавоа-Анте, днес част от Оне.